# Liste der Bodendenkmäler in Hepberg
Auf dieser Seite sind die Bodendenkmäler in der oberbayerischen Gemeinde Hepberg zusammengestellt. Diese Tabelle ist eine Teilliste der Liste der Bodendenkmäler in Bayern. Grundlage ist die Bayerische Denkmalliste, die auf Basis des Bayerischen Denkmalschutzgesetzes vom 1. Oktober 1973 erstmals erstellt wurde und seither durch das Bayerische Landesamt für Denkmalpflege geführt wird. Die folgenden Angaben ersetzen nicht die rechtsverbindliche Auskunft der Denkmalschutzbehörde.

## Bodendenkmäler in Hepberg
| Lage               | Objekt                                                                                                 | Akten-Nr.     | Bild           |
| ------------------ | --- | ------------- | -------------- |
| Hepberg (Standort) | Mittelalterliche und frühneuzeitliche Befunde im Bereich der Kath. Filialkirche St. Oswald in Hepberg. | D-1-7134-0150 | weitere Bilder |
| Hepberg (Standort) | Mittelalterliche und frühneuzeitliche Befunde im Bereich des ehem. Schlosses von Hepberg.              | D-1-7134-0151 |                |
| Hepberg (Standort) | Straße der römischen Kaiserzeit.                                                                       | D-1-7134-0153 |                |
| Lenting (Standort) | Straße der römischen Kaiserzeit.                                                                       | D-1-7134-0304 |                |
| Lenting (Standort) | Siedlung vor- und frühgeschichtlicher Zeitstellung.                                                    | D-1-7134-0305 |                |
| Hepberg (Standort) | Siedlung des hohen und späten Mittelalters sowie der frühen Neuzeit.                                   | D-1-7134-0426 |                |
| Hepberg (Standort) | Befestigung der späten Neuzeit (Teil der Landesfestung Ingolstadt Infanterie-Untertreteraum).          | D-1-7134-0442 |                |